# 高知県道322号松原窪川線
高知県道322号松原窪川線（こうちけんどう322ごう まつばらくぼかわせん）は、高知県高岡郡檮原町から高岡郡四万十町に至る一般県道である。

## 概要
高岡郡檮原町松原から高岡郡四万十町大井野に至る。
ほとんどが一車線のため、松葉川温泉に行くならば四万十川をはさんで対岸にある高知県道19号窪川船戸線を利用すればよい。地図上では国道439号のバイパス的役割を担っているように見えるが、実際とは異なる。また地図によって全線開通のように表記されるものと、森ヶ内林道と表記されるものがある。路面状態から見ると林道に近い。春分峠に関しては、道路が未舗装であるためオフロードを好む者にはよい。大井野から作屋にかけては用水路があり、ガードレールがないため走行には十分注意が必要である。

### 路線データ
- 起点：高知県高岡郡檮原町松原（国道439号交点）
- 終点：高知県高岡郡四万十町大井野（国道381号交点）

## 地理

### 通過する自治体
- 高岡郡檮原町
- 高岡郡四万十町

### 交差する道路
| 交差する道路                  | 市町村名 | 市町村名 | 交差する場所 | 交差する場所 |
| ----------------------------- | -------- | -------- | ------------ | ------------ |
| 国道439号                     | 高岡郡   | 檮原町   | 松原         | 起点         |
| 高知県道323号作屋影野停車場線 | 高岡郡   | 四万十町 | 作屋         |              |
| 国道381号                     | 高岡郡   | 四万十町 | 大井野       | 終点         |

### 沿線
- 四万十町立米奥小学校